# هرمان ميشيل
هرمان ميشيل (بالألمانية: Hermann Michel)‏ هو ممرض ألماني، ولد في 23 أبريل 1912 في Holzheim, Neu-Ulm ‏ في ألمانيا، وتوفي في 8 أغسطس 1984 في مصر.